# Jaktmattan

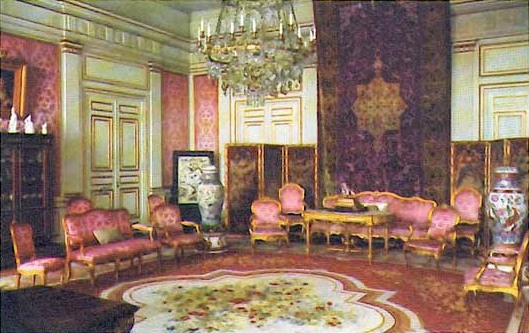
Jaktmattan upphängd på väggen i Gustaf V:s våning på Stockholms slott ca 1950.

Jaktmattan är en berömd persisk hovmanufakturmatta, tillverkad 1550–1570 i Kashan, och är en del av Kungliga husgerådskammarens samlingar på Stockholms slott. Mattan mäter 565 × 285 centimeter, har cirka 20 miljoner knutar och är gjord i silke med mönster av guld- och silvertråd.

## Historik
Troligen kom mattan som gåva till Europa när den var ny, och kan ha skänkts till det svenska hovet på 1600-talet. Den hängde 1898 på väggen i Gustaf V:s arbetsrum på Stockholms slott som inreddes 1881. Kung Gustaf VI Adolf lät placera mattan bredvid Karl XI:s galleri.